# Alenia Difesa
Alenia Difesa è stata, dal 1994 al 2001, la denominazione della divisione di Finmeccanica che controllava imprese produttrici di sistemi d'arma e apparecchiature militari.
Alenia Difesa e Alenia Aerospazio furono generate dalla divisione di Alenia (a sua volta fusione di Aeritalia e Selenia avvenuta nel 1990).
Tra le imprese controllate vi sono state la FIAR, la WASS, la Otobreda, l'Alenia Marconi Systems.
Nel 2001, in seguito alla ristrutturazione di Finmeccanica in più aziende, alcune di queste privatizzate, la denominazione Alenia Difesa è stata abbandonata, cambiando nome in Alenia Sistemi Difesa.